# Kri
Krí je tekoče tkivo, zgrajeno iz številnih vrst specializiranih celic in tekoče medceličnine (krvne plazme). Medicinski izrazi, ki se nanašajo na kri, se navadno začnejo s hemo- ali hemato- (iz grške besede za kri haima). Pretaka se znotraj obtočilnega ali cirkulacijskega sistema po žilah - arterijah, kapilarah in venah kjer prinaša v tkiva kisik ter hranilne snovi, iz le-teh pa odstranjuje ogljikov dioksid in odpadne snovi. Poganja jo mišičast organ, imenovan srce. V telesu normalnega odraslega človeka je približno od 5-6 litrov krvi.

## Zgradba krvi
Človeško kri gradijo naslednje sestavine
- krvni serum (56 %) (krvna plazma skupaj z beljakovino fibrinogenom):
  - voda (~92 %)[1]
  - beljakovine (albumin, fibrinogen, protitelesa, faktorji strjevanja krvi, drugi encimi...) (6-8 %)[1]
  - soli (0,8 %)[1]
  - lipidi (0,6 %)[1]
  - ogljikovi hidrati (natančneje glukoza; 0,1 %)[1]
  - hormoni
  - minerali
  - vitamini
- krvne celice (44 %)
  - rdeče krvničke ali eritrociti
  - bele krvničke ali levkociti
  - krvne ploščice ali trombociti

Krvničke z jedri imenujemo tudi krvne celice, krvničke brez jeder pa krvna telesca. V tej vlogi pri nekaterih vretenčarjih nastopajo rdeče krvničke. Pri drugih živalih je lahko zgradba krvi dokaj drugačna. 
Rdeče krvničke služijo skladiščenju barvila hemoglobina, ki omogoča vezavo kisika in prenašanje le-tega v celice. Pri živalih, ki se manj gibljejo, so molekule hemoglobina razpršene prosto v krvi, saj potrebe po kisiku niso tako velike, pri aktivnejših živalih pa bi bila ob hemoglobinu v taki obliki kri prežidka, zato bi jo srce težko poganjalo po telesu. Iz tega razloga je za nekatere organizme vključitev hemoglobina v eritrocite nujna. Hemoglobin vretenčarjev veže največ kisika, saj v 100 mL krvi nosi hemoglobin 20 mL kisika. Vsak dan prenese hemoglobin 600 litrov kisika od pljuč do različnih tkiv.

## Naloge krvi

### Regulacija
Kri je pomemben člen pri homeostazi oz. notranjega ravnovesja mnogih organizmov, pri čemer človek ni nikakršna izjema. 
Snovi v krvi, kot so Na+ ioni in beljakovine v plazmi (albumini), vpivajo na vodni potencial (količina vode) krvi in s tem na gradient vodnega potenciala; s tem torej vpliva vodni potencial s temi snovmi na povratno gibanje vode iz medceličnine v kri.
Voda v krvi pomaga tudi pri regulaciji telesne temperature, saj prenaša toploto iz mest, kjer se sprošča (npr. jetra in mišice) v mesta, kjer se oddaja (npr. koža in ledvice).
Za vzdrževanje vrednosti pH je v krvi pomemben t. i. puferski sistem. Pri tem imajo najpomembnejšo vlogo aminokisline oz. beljakovine, ki imajo aminsko (NH2) karboksilno (COOH) funckionalno skupino. Pri tem deluje aminoskupina kot baza, ker lahko sprejme H+ ione in je torej akceptor protonov, karboksilna skupina pa kot kislina, ker lahko odda H+ ione in je zato donor protonov. Tako torej lahko aminoskupina prenizki pH zviša, karboskilna skupina pa ga zniža. Puferski sistem med drugim vzdržuje delovanje hemoglobina in nekaterih plazemskih beljakovin.

### Transport
Transport je daleč najpomembnejša naloga krvi za zagotavljanja homeostaze človeškega telesa. Kri prenaša različne snovi med organi. Te so:
- topni produkti prebave (npr. glukoza, aminokisline, vitamini in minerali), ki jih kri prenaša od čreveša v jetra in nato po celem telesu do različnih celic; za razliko od teh se maščobne kisline prenašajo od črevesa po limfi in šele nato po krvnem obtoku
- odpadne snovi iz presnove (npr. sečnina, kreatinin in mlečna kislina), ki jih prenaša v jetra in ledvice, kjer se odstranijo
- hormoni (adrenalin, inzulin, testosteron, itd.), ki jih kri prenaša od žleznih celic (kjer nastajajo) do ciljnih oz. tarčnih celic, kjer delujejo
- dihalna plina kisik in ogljikov dioksid, ki ju prenašajo eritrociti od mesta sprejemanja (O2) nastajanja oz. sprejemanja (CO2) do mesta, kjer se porabita (O2) oz. odstranita (CO2)
- plazemske beljakovine, ki nastajajo v jetrih; vključujejo albumine, fibrinogen in globuline
- soli in protitelesa

### Zaščita
Bele krvničke oz. levkociti v krvi so izrednega pomena za organizem pri obrambni vlogi, saj ščitijo pred potencialnimi patogenimi mikrobi in njihovimi toksini (strupi) s specifičnim (tvorba in izločanje protiteles) in nespecifičnim (fagocitoza) imunskim odgovorom.
Krvne ploščice oz. trombociti, razne beljakovine (npr. fibrinogen) in številni krvni faktorji (npr. Ca2+) z mehanizmom strjevanja ščitijo organizem pred izgubo krvi, posredno pa tudi pred vstopom patogenih mikrobov.

## Medicinski tretma krvi

### Krvni proizvodi
Kri pridobljena od človeških darovalcev je hranjena v posebni 'krvni banki'. Kri pozna različne tipe krvi pri ljudeh, pa tudi različne kategorizacije tipov krvi obstajajo. Kri se tako deli na skupine A, B, AB in O, pa tudi po Rhesusu na pozitivne in negativne. Transfuzija krvi v pomoč travmatološkim medicinskim izpostavam mora biti izvedena s kompatibilnim tipom krvi, saj nesprejetje darovalčeve krvi že tako prizadetega telesa lahko povzroči hude, celo usodne reakcije za ranjenca. Praviloma se zato pred darovanjem preveri ujemanje krvi.
Poleg same krvi, ki se vnese v žile, se z darovano krvjo lahko napravi tudi drugačne izdelke: krvna plazma, skoncentrirani trombociti, ki pomagajo pri zapiranju rane, zamrznjena ledena krvna plazma za širšo uporabo (kiroprecipitat) in posebne koagulantne koncentrate.

### Vnos v žile
Veliko vrst zdravil (od antibiotikov pa do kemoterapije) se vnese v žilo, saj ne bi z enakim učinkom bili prebavljeni ali procesirani po zaužitju skozi prebavni trakt.
Ob težki izgubi krvi se v žile vnese tekočo, posebno preparirano tekočino. Takšno snov imenujejo ekspander plazme, gre pa za solucijo soli, fiziološke raztopine, svežo človeško plazmo, raztopljeno dekstrozo ali glukozo, koloidno raztopino ali celo beljakovinske raztopine človeške plazme (snov podobna jajćnem beljaku). Ob težkih krvavitvah transfuzija ne deluje nič bolje od takšnih nadomestkov, poskrbijo pa ti nadomestki, da ranjenec ne izkrvavi oziroma izgublja kri oz. vodo, ki je nujna za osnovne metabolične funkcije telesa. Zaradi dodatne vsebnosti energije so te raztopine lahko celo bolj učinkovite od krvnih transfuzij.

### Puščanje krvi
V sodobni medicini se puščanje krvi še vedno uporablja pri nekaterih redkih boleznih, kakršna je hemakromatoza in policitemija. Puščanje krvi in predvsem uporaba pijavk (najbolj smešena pri Molieru), so pa sedaj dokazano napačen medicinski poseg iz 19.stoletja, ko se je smatralo, da nekatere bolezni nastanejo zaradi prekomerne krvi, ostanka medicine Hipokrata.